# Scopula conjunctiva
Scopula conjunctiva là một loài bướm đêm trong họ Geometridae.